# Jevany
Jevany település Csehországban, a Kelet-prágai járásban. Jevany Vyžlovka, Černé Voděrady, Kostelec nad Černými lesy, Kozojedy, Štíhlice és Konojedy településekkel határos. Lakosainak száma 856 fő (2024. január 1.).

## Népesség
A település lakosságának változását az alábbi diagram mutatja:
| Lakosok száma | 315  | 276  | 270  | 792  | 532  | 457  | 740  | 788  | 783  | 856  |
|               | 1869 | 1890 | 1921 | 1950 | 1980 | 2001 | 2017 | 2019 | 2022 | 2024 |